# Алгасинский сельсовет
Алгасинский сельсовет — низшая единица административно-территориального деления (сельсовет) на территории Иланского района Красноярского края России. Существовала ориентировочно в 1930—1957 годах.
Административный центр — д. Алгасы.

## Названия
1930-февраль 1932 — Алгасинский сельский Совет рабочих, крестьянских и красноармейских депутатов и его исполнительный комитет Восточно-Сибирского края.
С 1 апреля 1932 года по 4 декабря 1934 года — Алгасинский сельский Совет рабочих, крестьянских и красноармейских депутатов и его исполнительный комитет Иланского района Восточно-Сибирского края.
С 5 декабря 1934 года по 1938 год — Алгасинский сельский Совет рабочих, крестьянских и красноармейских депутатов Иланского района Красноярского края.
1939—1957 годы — Алгасинский сельский Совет депутатов трудящихся и его исполнительный комитет Иланского района Красноярского края.

## История
Образован приблизительно в 1930 году, вероятно ликвидирован с 1 января 1958 года.

## Инфраструктура
Личное подсобное хозяйство с зоной сельскохозяйственного использования, индивидуальная застройка усадебного типа.
Основа экономики — сельское хозяйство. Колхоз «Путь к социализму».
Действовал Иланский леспромхоз в пос. Хромово Алгасинского сельсовета. В деревне Алгасы была школа.